# Minarkisme
Minarkisme eller minimalstatsideologi er inden for samfundslæren det liberalistiske standpunkt, at staten i et frit samfund bør være så minimal som muligt, et såkaldt minarki, og kun netop stor nok til at beskytte hvert individs frihed.
I traditionel politisk filosofi omtales et minarki også som en natvægterstat.
Statens rolle er i minarkismen alene opretholde lov og orden, dvs. at sørge for et retsvæsen, der kan dømme dem, der bryder loven, en politimagt, der kan udføre dommen, og et forsvar, der kan sikre staten mod aggression fra andre stater.
Begrebet minarkisme bruges ofte til at skelne mellem to fløje inden for radikal liberalisme: minarkisterne, der accepterer en stat af minimal omfang, og anarko-kapitalisterne, der modsætter sig selve eksistensen af en stat og mener, at det bedste samfund fås i et statsligt ureguleret marked.